# Die Abenteuer des Huck Finn
Die Abenteuer des Huck Finn ist ein deutscher Film der Regisseurin Hermine Huntgeburth aus dem Jahr 2012 und die Fortsetzung des Kinofilms Tom Sawyer. Der Film startete am 20. Dezember 2012 im Majestic Filmverleih in den Kinos.

## Handlung
Die Handlung folgt grundsätzlich dem Roman Die Abenteuer des Huckleberry Finn von Mark Twain, weicht aber teilweise auch deutlich davon ab.
Nachdem Huck Finn mit seinem Freund Tom Sawyer einen Schatz gehoben hat, ist er wohlhabend und wohnt bei der Witwe Douglas und Miss Watson, die ihn streng erzieht. Huck sehnt sich nach seinem früheren unbeschwerten Leben. Als er mitbekommt, dass sein geldgieriger und gewalttätiger Vater in der Stadt erscheint, um sich Hucks Geld unter den Nagel zu reißen, verkauft er sein Vermögen an Richter Thatcher. Kurz darauf wird er von seinem Vater gefangen genommen, kann jedoch fliehen und stößt auf Jim, den Haussklaven der Witwe Douglas. Jim hat kurz zuvor bei einem Sklavenverkauf seine Frau mit einem kleinen Jungen gesehen und plant, nach Ohio zu reisen, wo die Sklaverei bereits abgeschafft ist, und dort genügend Geld zu verdienen, um seine Familie freikaufen zu können. 
Die Beziehung zwischen Huck und Jim vertieft sich zur Freundschaft, wobei Huck allerdings immer wieder mit seinen tradierten Überzeugungen in Konflikt gerät – etwa dass Schwarze keine Liebe empfinden können. Ohnehin läuft Huck selbst dabei Gefahr, wegen Unterstützung eines flüchtigen Sklaven gehängt zu werden. Sie bauen ein Floß und fahren damit den Mississippi hinunter. Ihr Ziel ist Cairo, wo Jim ein Postschiff flussaufwärts nach Ohio nehmen will.
Hinter Jim sind schon bald drei Sklavenhändler her, da die Witwe Douglas ihn zurückhaben will und eine hohe Belohnung ausgesetzt hat. Hucks Vater gesellt sich zu ihnen und bietet ihnen einen Anteil an Hucks Schatz an. In vielen Ereignissen und komischen Szenen treffen Verfolger und Verfolgte aufeinander. Mehrmals ist es einer List Hucks zu verdanken, dass sie entkommen können.
Kurz vor Cairo gesellen sich noch zwei Schauspieler und Betrüger zu ihnen, die lange undurchsichtig bleiben. Sie schlagen Jim vor, ihn zum Schein zu fesseln, um die strengen Kontrollen der Sklavenaufseher an den Plantagen passieren zu können. Huck vertraut ihnen, Jim nicht, was auch zwischen den beiden mehrmals zu Streit führt. Erst in einem Saloon in Cairo erlauscht Huck ihre wahren Absichten – sie wollen Jim gegen Belohnung ausliefern und Huck allein zurücklassen –, doch schafft er es nicht, Jim noch rechtzeitig zu befreien. Erst nach erheblichen Verwicklungen gelangen sie im letzten Moment auf das Postschiff, allerdings wurde Jim dabei angeschossen. Er wird auf dem Schiff von einem Fremden versorgt, der nicht, wie Huck zunächst glaubt, Arzt ist, sondern ein Geschichtenschreiber namens Mark Twain.
Als Nachwort erzählt Twains Stimme, dass Jim wohlbehalten in Ohio ankam, Arbeit fand und seine Familie freikaufen konnte. Huck kehrt zurück nach St. Petersburg und wird von Tom Sawyer euphorisch begrüßt.

## Hintergrund
Die Abenteuer des Huck Finn feierte seine Weltpremiere am 4. September 2012 auf dem Internationalen Kinderfilmfestival LUCAS. Im Anschluss lief er beim MICHEL Kinder und Jugend Filmfest in Hamburg und dem Internationalen Filmfestival Schlingel in Chemnitz. Der Kinostart war am 20. Dezember 2012.
Die Abenteuer des Huck Finn ist eine Produktion von Boris Schönfelder (Nordwand, Tom Sawyer) und seiner Neuen Schönhauser Filmproduktion in Co-Produktion mit Benjamin Herrmann (John Rabe, Wüstenblume, Nordwand) und der Majestic Filmproduktion, Filmaufbau Leipzig und MMC Independent, in Zusammenarbeit mit ARD/Degeto, Westdeutscher Rundfunk, arte und Bayerischer Rundfunk, gefördert mit Mitteln von Filmstiftung Nordrhein-Westfalen, Medienboard Berlin-Brandenburg, Mitteldeutsche Medienförderung, BKM, Filmförderung Hamburg Schleswig-Holstein, Filmförderungsanstalt und Deutscher Filmförderfonds.

## Drehorte
Gedreht wurde der Film von Juli bis Oktober 2011 in Brandenburg (u. a. im Havelland), Sachsen, Sachsen-Anhalt, Köln sowie im Donaudelta in Rumänien.

## Preise
2011: Deutscher Regiepreis Metropolis für Hermine Huntgeburth